# Krasnopiórka czerwonoskrzydła
Krasnopiórka czerwonoskrzydła, papuga czerwonoskrzydła (Aprosmictus erythropterus) – gatunek średniej wielkości ptaka z rodziny papug wschodnich (Psittaculidae), występujący w Australii i na Nowej Gwinei. Zamieszkuje głównie sawanny, lasy i scrub.

## Podgatunki
Obecnie (2020) Międzynarodowy Komitet Ornitologiczny (IOC) wyróżnia dwa podgatunki:
- A. e. coccineopterus – południowo-środkowa Nowa Gwinea i północna Australia
- A. e. erythropterus – wschodnio-środkowa Australia

Niektóre źródła mogą wspominać trzeci podgatunek – A. e. papua, który przez IOC jest włączony do A. e. coccineopterus.

## Opis

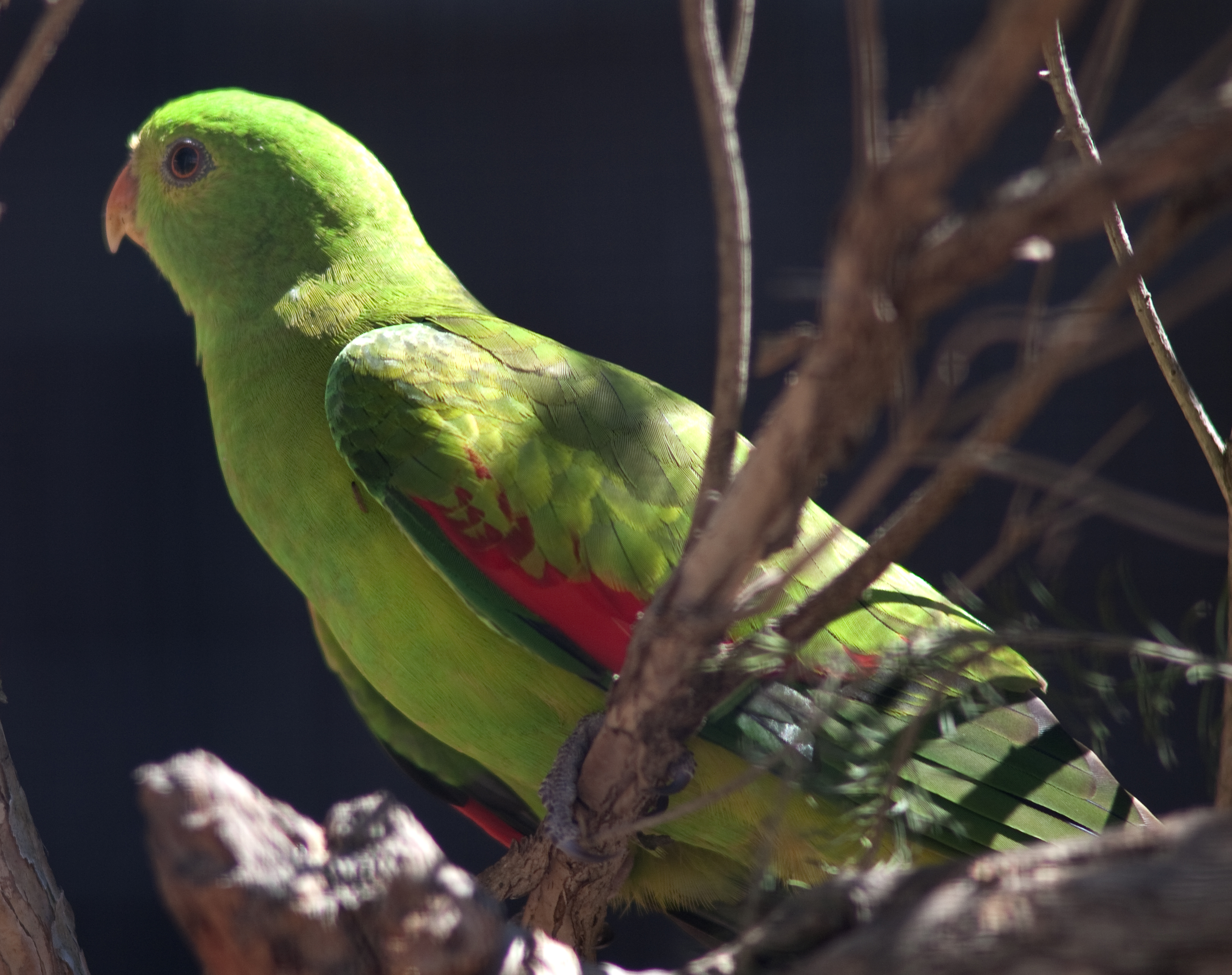
Samica

Krasnopiórki czerwonoskrzydłe mierzą około 35 cm, a ważą 120–210 g. Wyraźny jest dymorfizm płciowy. W upierzeniu obu płci dominuje kolor zielony. Samiec ma szeroki, czerwony pas na skrzydłach. Wierzch głowy jest lekko niebieski. Dolna część grzbietu ciemnoniebieska, natomiast górna część, płaszcz i pokrywy skrzydłowe są czarne. Głowa samic ma mniej intensywną zieloną barwę. Czerwień na skrzydłach jest tylko na krawędzi. Dolna część grzbietu jasnoniebieska i powyżej brak barwy czarnej. U obu płci końcówka ogona jest żółta. Dziób pomarańczowy, a nogi szare. Młode przypominają samice.

## Pożywienie
Na wolności ptaki te przeważnie jedzą różne nasiona, owoce, kwiaty i owady.

## Rozród
Sezon lęgowy krasnopiórek czerwonoskrzydłych zależy od miejsca: w północnej części występowania przypada na kwiecień i maj, a na południu sierpień-luty. Samica składa w dziupli przeważnie od 3 do 6 białych jaj. Następnie wysiaduje je przez ok. 18 dni aż do wyklucia piskląt. Młode karmione są tylko przez samicę do 5 lub 6 tygodnia życia. Wtedy opuszczają miejsce gniazdowania i do opieki dołącza się samiec. Miesiąc po opierzeniu krasnopiórki zwykle są już w pełni samodzielne. Ostateczne upierzenie pojawia się w wieku 2–3 lat lub wcześniej, po drugim pełnym pierzeniu. Samce w wieku 2,5–3 lat osiągają dojrzałość płciową, samice dojrzewają trochę wcześniej.

## Status
Międzynarodowa Unia Ochrony Przyrody (IUCN) uznaje krasnopiórkę czerwonoskrzydłą za gatunek najmniejszej troski (LC – least concern) nieprzerwanie od 1988 roku. Liczebność populacji nie została oszacowana; w 1997 roku ptak ten opisywany był jako pospolity, a lokalnie bardzo liczny.